# Рат пак
„Рат пак“ (на английски: Rat pack) е прозвище, с което се нарича група актьори и певци от 50-те и 60-те години на ХХ век.
Те се появяват заедно във филми и различни шоу програми. Въпреки че се счита основно мъжка група, в различни периоди от време към нея са причислявани и Шърли Маклейн, Лорен Бекол и Джуди Гарланд.

## Основни членове
| Име                | Роден             | Починал           | Години |
| Франк Синатра      | 12 декември, 1915 | 14 май, 1998      | 82     |
| Дийн Мартин        | 7 юни, 1917       | 25 декември, 1995 | 78     |
| Сами Дейвис младши | 8 декември, 1925  | 16 май, 1990      | 64     |
| Питър Лофорд       | 7 септември, 1923 | 24 декември, 1984 | 61     |
| Джои Бишъп         | 3 февруари, 1918  | 17 октомври, 2007 | 89     |